# João Peglow
João Gabriel Martins Peglow (ur. 7 stycznia 2002 w Porto Alegre) – brazylijski piłkarz występujący na pozycji napastnika, od 2024 roku zawodnik D.C. United.